# (11408) Zahradník
(11408) Zahradník, désignation internationale (11408) Zahradnik, est un astéroïde de la ceinture principale.

## Description
(11408) Zahradnik est un astéroïde de la ceinture principale. Il fut découvert le 13 mars 1999 à l'observatoire d'Ondřejov par Lenka Šarounová. Il présente une orbite caractérisée par un demi-grand axe de 3,18 UA, une excentricité de 0,14 et une inclinaison de 0,8° par rapport à l'écliptique.

## Compléments